# Vinho litúrgico
O vinho litúrgico, também chamado de vinho de missa ou vinho canônico, é o vinho produzido especialmente e usado para a liturgia, no momento da consagração nas igrejas cristãs que creem na Eucaristia, especialmente as Igrejas Católica e Ortodoxa.

## Significado litúrgico

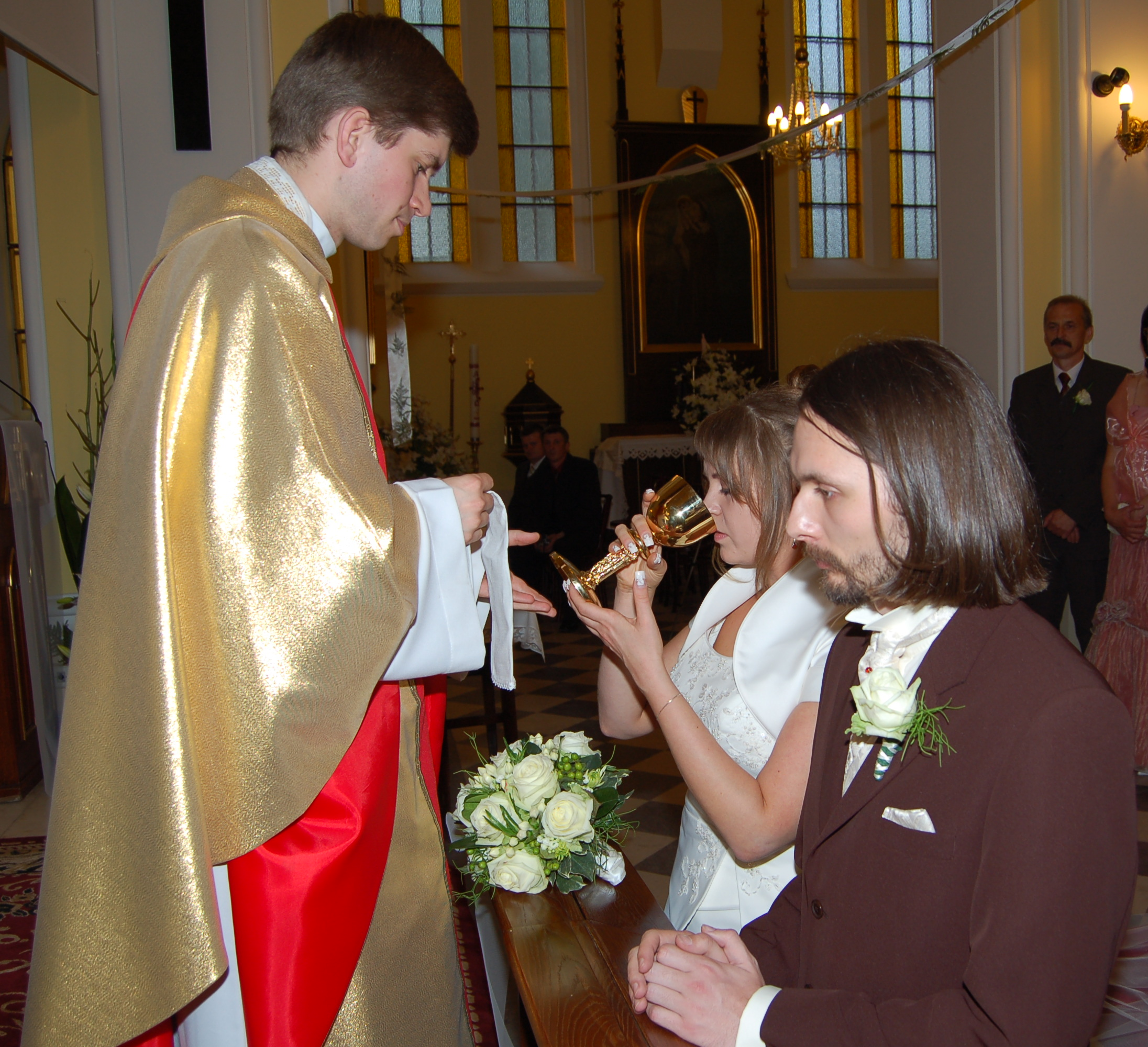
Comunhão sob as duas espécies durante uma liturgia matrimonial

No momento da consagração, de acordo com o dogma católico da Presença Real de Cristo, o vinho realmente se transforma no Sangue de Jesus Cristo. Este fenômeno é mais precisamente chamado de transubstanciação, ou seja, a transformação desta em outra substância, mesmo na permanência das características sensíveis do vinho original como cor, aroma, sabor, quantidade. Martinho Lutero negou a transubstanciação ao declarar que a natureza original do vinho coexiste com a do sangue de Cristo.

## Características

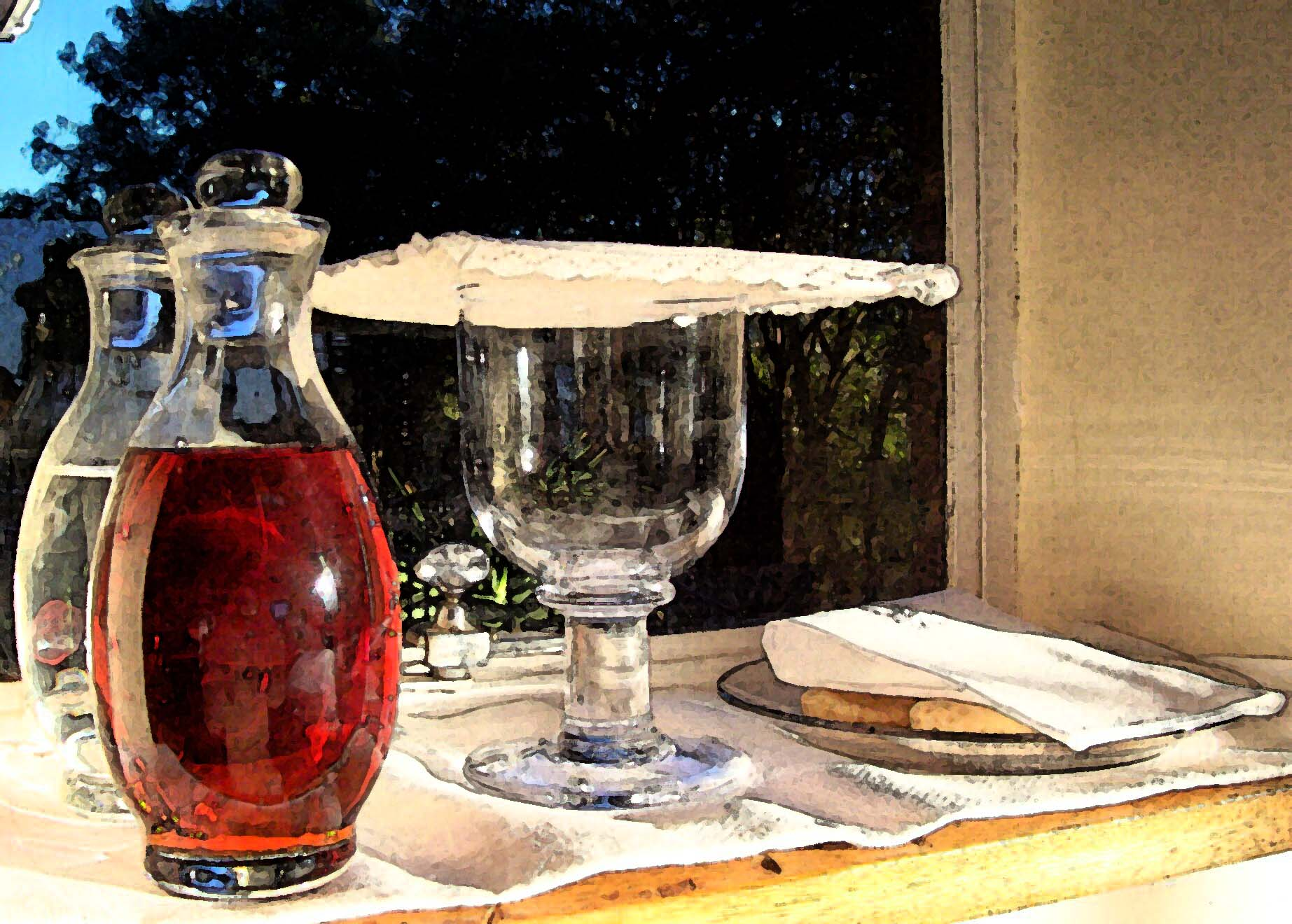
Vinho litúrgico no mosteiro de Themba (Grahamstown, África do Sul)

A este respeito, o Código de Direito Canônico, em seu cânon 924, parágrafo 3, afirma que "o vinho deve ser natural, do fruto da videira e não corrompido".
A instrução Redemptionis Sacramentum especifica:
O vinho que se utiliza na celebração do santo Sacrifício eucarístico deve ser natural, do fruto da videira, puro e dentro da validade, sem mistura de substâncias estranhas. Na mesma celebração da Missa se lhe deve misturar um pouco d’água. Tenha-se diligente cuidado de que o vinho destinado à Eucaristia se conserve em perfeito estado de validade e não se avinagre. Está totalmente proibido utilizar um vinho de quem se tem dúvida quanto ao seu caráter genuíno ou à sua procedência, pois a Igreja exige certeza sobre as condições necessárias para a validade dos sacramentos. Não se deve admitir sob nenhum pretexto outras bebidas de qualquer gênero, que não constituem uma matéria válida.— Redemptionis Sacramentum, cap.III, §50